# Hakaru Hashimoto
Hakaru Hashimoto (japanski: 橋本 策; Midai, 5. svibnja 1881. – Igamachi, 9. siječnja 1934.), japanski je liječnik i znanstvenik iz Meiji i Taishō perioda, najpoznatiji po tome što je 1912. opisao bolest koja je, u njegovu čast, nazvana Hashimotov tireoiditis.

## Životopis
Hakaru Hashimoto je rođen 5. svibnja 1881. u selu Midai, prefektura Mie. Godine 1907. diplomirao je na Medicinskom fakultetu Sveučilišta Kjūshū. Nakon diplomiranja počeo raditi je u Kirurškom uredu, gdje mu je mentor bio profesor Hayari Miyake, prvi japanski neurokirurg. Nekoliko godina kasnije, Hashimoto odlazi u Europu gdje, pod profesorom Eduardom Kaufmannom na Sveučilištu Georga Augusta u Göttingenu, studira patologiju. Jedno vrijeme, studirao je i u Engleskoj.
Po izbivanju Prvog svjetskog rata, Hashimoto je bio prisiljen vratiti se u Japan. Godine 1916., odlazi u Igamachi, gdje postaje gradski doktor. Kasnije je obolio od trbušnog tifusa te preminuo u svom domu, 9. siječnja 1934.

## Znanstveni rad
Okosnicu Hashimotova rada čini znanstveni rad iz 1912. godine, objavljen u Arhivu za kliničku kirurgiju (Archiv für klinische Chirurgie) u Berlinu pod brojem 1912:97:219-248, naslovljen Izvještaj o limfomatoznim promjenama štitnjače (nje. Zur Kenntnis der lymphomatösen Veränderung der Schilddrüse (Struma lymphomatosa)). Godinama kasnije, članak su procijenili američki i britanski znanstvenici, a stanje opisano u članku priznato je kao samostalna bolest. U anglofonoj literaturi, bolest je nazvana Hashimotov tireoiditis.
Radilo se o prvoj bolesti koja je priznata kao autoimuna bolest, a karakterizira je postupno razaranje tkiva štitnjače kao posljedica proizvedenih autoprotutijela i reaktivnosti vlastitih stanica. Napredovanje bolesti dovodi do stanja hipotireoze, uz napadaje hipertireoze.